# Campeonato Nacional da I Divisão de Futsal
O Campeonato Nacional da 1ª Divisão de Futsal (Liga de Futsal Placard por razões de patrocínio) é o principal escalão do sistema de ligas de futsal masculino em Portugal. É disputado anualmente desde 1990 pelos clubes da primeira divisão do país. Anteriormente o modelo utilizado era classicamente um modelo do tipo "Taça", tendo passado em 1990 a utilizar o modelo clássico de campeonato. Mais tarde viria a tomar o modelo actual, com a implementação de "play-offs".
As equipas que terminam em 13º e 14º lugar são despromovidas ao Campeonato Nacional da 2ª Divisão de Futsal, enquanto o campeão e o vice-campeão se qualificam para a Liga dos Campeões de Futsal da UEFA. 
No final da época 2020–21 Portugal ocupava o 3º lugar no ranking de equipas nacionais da UEFA, atrás da Espanha e da Rússia, o que permite que haja 2 equipas participantes na Liga dos Campeões de Futsal da UEFA.

## História
Em Portugal realizavam-se 3 variantes de futebol em pavilhão. O Futebol de 5, organizado pela Federação Portuguesa de Futebol (jogado principalmente a sul do país). O Futebol de Salão, organizado pela Federação Portuguesa de Futebol de Salão (também jogado principalmente a sul do país). E o Futsal que era jogado principalmente a norte de Portugal. A Federação Portuguesa de Futebol de Salão era tutelada internacionalmente pela FIFUSA e a nível europeu pela UEFS.
O Sporting Clube de Portugal foi o primeiro campeão nacional da modalidade na época 1990–91.
No início dos anos noventa, motivados pelo então Presidente da FIFA (João Havelange), é decidido unificar as 3 modalidades existentes. No decorrer do processo de fusão, foi decidido manter-se o nome de Futsal (nome que João Havelange preferia por "cortar" pontos negativos que o Futebol de Salão trazia e por ser do ponto de vista comercial mais atrativo) e a tutela passaria integralmente para a FPF. No entanto, era pretendido pela Federação Portuguesa de Futebol de Salão criar uma Federação de Futsal ao invés de integrar a Federação Portuguesa de Futebol, pelo que a FPFS acabou por abandonar a ideia. Mais tarde a Federação Portuguesa de Futebol de Salão viria a extinguir-se com o gradual abandono dos seus clubes que rumaram em direcção à Federação Portuguesa de Futebol tendo em vista ao aproveitamento do crescimento que o Futsal tinha no país.
Em 1994/1995 o Campeonato Nacional, organizado pela Federação Portuguesa de Futebol, passou a denominar-se "Campeonato Nacional da I Divisão de Futsal", que no fundo foi o seguimento do já existente e então denominado "Futebol de 5", com as equipas oriundas do Futsal que se jogava a norte do país e diversas equipas que, entretanto, tinham abandonado o Futebol de Salão. O Campeonato Nacional passou a designar-se por Liga Sport Zone desde 2013–14, até 2018-19 por motívos de patrocínio. Desde 2019-20 a competição é conhecida por Liga Placard Futsal, com mudança do patrocinador principal.

## Formato
O Campeonato Nacional da I Divisão de Futsal é constituído por duas fases.
No formato em vigor desde 2003–04, todas as equipas da I Divisão de Futsal participam numa fase inicial, na qual todos os clubes jogarão
duas vezes entre si, uma na qualidade de visitante e outra na qualidade de visitado (campeonato por pontos corridos).
Os oito clubes que terminem entre o 1º e o 8º lugar ganham acesso à segunda fase do campeonato, denominado por “Play-off”. Nesta fase, os clubes disputam o acesso a uma final através de eliminatórias disputadas à melhor de três jogos, da seguinte forma:
1ª Eliminatória
- Jogo A (1º vs 8º)
- Jogo B (2ª vs 7º)
- Jogo C (3º vs 6º)
- Jogo D (4º vs 5º)

2ª Eliminatória
- Jogo E (Vencedor Jogo A vs Vencedor Jogo D)
- Jogo F (Vencedor Jogo B vs Vencedor Jogo C)

Final
As equipas que ganharem os jogos E e F ganham o acesso à final, que se disputa à melhor de cinco jogos. Os quatro primeiros jogos da final disputam-se alternadamente nos recintos dos dois clubes enquanto o quinto jogo decorre na casa do clube que tenha conseguido a melhor classificação na fase inicial (desde 2016-17)
Despromoção
Os clubes classificados, na primeira fase, em 13º e 14º descem automaticamente ao Campeonato Nacional da II Divisão.

## Campeões
| Campeonato da 1.ª Divisão de Futsal | Campeonato da 1.ª Divisão de Futsal        | Campeonato da 1.ª Divisão de Futsal        | Campeonato da 1.ª Divisão de Futsal        |
| Época                               | Campeão                                    | 2º lugar                                   | 3º lugar                                   |
| ----------------------------------- | ------------------------------------------ | ------------------------------------------ | ------------------------------------------ |
| 2024–25                             | SL Benfica                                 | Sporting CP                                | Leões Porto Salvo e SC Braga               |
| 2023–24                             | Sporting CP (19)                           | SC Braga/AAUM                              | Leões de Porto Salvo e SL Benfica          |
| 2022–23                             | Sporting CP                                | SL Benfica                                 | Leões Porto Salvo e SC Braga               |
| 2021–22                             | Sporting CP                                | SL Benfica                                 | AD Fundão e Eléctrico FC                   |
| 2020–21                             | Sporting CP                                | SL Benfica                                 | AD Fundão e Leões de Porto Salvo           |
| 2019–20                             | Interrompido devido à Pandemia de Covid–19 | Interrompido devido à Pandemia de Covid–19 | Interrompido devido à Pandemia de Covid–19 |
| 2018–19                             | SL Benfica                                 | Sporting CP                                | AD Fundão e Modicus                        |
| 2017–18                             | Sporting CP                                | SL Benfica                                 | Modicus e SC Braga/AAUM                    |
| 2016–17                             | Sporting CP                                | SC Braga/AAUM                              | Modicus e SL Benfica                       |
| 2015–16                             | Sporting CP                                | SL Benfica                                 | Burinhosa e SC Braga/AAUM                  |
| 2014–15                             | SL Benfica                                 | Sporting CP                                | AD Fundão e SC Braga/AAUM                  |
| 2013–14                             | Sporting CP                                | AD Fundão                                  | SC Braga/AAUM e SL Benfica                 |
| 2012–13                             | Sporting CP                                | SL Benfica                                 | AD Fundão e Rio Ave                        |
| 2011–12                             | SL Benfica                                 | Sporting CP                                | Leões de Porto Salvo e Modicus             |
| 2010–11                             | Sporting CP                                | SL Benfica                                 | AD Fundão e Instituto D. João V            |
| 2009–10                             | Sporting CP                                | SL Benfica                                 | Belenenses e Instituto D. João V           |
| 2008–09                             | SL Benfica                                 | Belenenses                                 | AR Freixieiro e FJ Antunes                 |
| 2007–08                             | SL Benfica                                 | Belenenses                                 | AR Freixieiro e Sporting CP                |
| 2006–07                             | SL Benfica                                 | Sporting CP                                | FJ Antunes                                 |
| 2005–06                             | Sporting CP                                | SL Benfica                                 | AR Freixieiro                              |
| 2004–05                             | SL Benfica                                 | Sporting CP                                | FJ Antunes                                 |
| 2003–04                             | Sporting CP                                | SL Benfica                                 | AR Freixieiro                              |
| 2002–03                             | SL Benfica                                 | Sporting CP                                | FJ Antunes                                 |
| 2001–02                             | AR Freixieiro                              | SL Benfica                                 | FJ Antunes                                 |
| 2000–01                             | Sporting CP                                | Miramar                                    | Atlético CP                                |
| 1999–00                             | Miramar                                    | Sporting CP                                | Atlético CP                                |
| 1998–99                             | Sporting CP                                | Miramar                                    | Correio da Manhã                           |
| 1997–98                             | Correio da Manhã                           | Sporting CP                                | Recordação D'Apolo                         |
| 1996–97                             | Miramar                                    | SC Coimbrões                               | Correio da Manhã                           |
| 1995–96                             | Correio da Manhã                           | Sporting CP                                | Miramar                                    |
| 1994–95                             | Sporting CP                                | Correio da Manhã                           | SC Coimbrões                               |
| 1993–94                             | Sporting CP                                | Atlético CP                                | Recordação D’Apolo                         |
| 1992–93                             | Sporting CP                                | Esperança Viva                             | Atlético CP & Beneditense                  |
| 1991–92                             | Santos Venda Nova                          | Atlético CP                                | AMSAC                                      |
| 1990–91                             | Sporting CP                                | Portela                                    | Estoril                                    |

### Performance por clube
| Equipa            | Títulos | Finalistas | Anos (Títulos)                                                                                                   | Anos (Finalistas)                                                |
| ----------------- | ------- | ---------- | --- | ---------------------------------------------------------------- |
| Sporting CP       | 19      | 10         | 1991, 1993, 1994, 1995, 1999, 2001, 2004, 2006, 2010, 2011, 2013, 2014, 2016, 2017, 2018, 2021, 2022, 2023, 2024 | 1996, 1998, 2000, 2003, 2005, 2007, 2012, 2015, 2019             |
| SL Benfica        | 9       | 12         | 2003, 2005, 2007, 2008, 2009, 2012, 2015, 2019, 2025                                                             | 2002, 2004, 2006, 2010, 2011, 2013, 2016, 2018, 2021, 2022, 2023 |
| Miramar           | 2       | 2          | 1997, 2000 | 1999, 2001                                                       |
| Correio da Manhã  | 2       | 1          | 1996, 1998 | 1995                                                             |
| AR Freixieiro     | 1       | 0          | 2002 | -                                                                |
| Santos Venda Nova | 1       | 0          | 1992 | -                                                                |
| Atlético CP       | 0       | 2          | - | 1992, 1994                                                       |
| Belenenses        | 0       | 2          | - | 2008, 2009                                                       |
| SC Braga          | 0       | 2          | - | 2017, 2024                                                       |
| AD Fundão         | 0       | 1          | - | 2014                                                             |
| SC Coimbrões      | 0       | 1          | - | 1997                                                             |
| Esperança Viva    | 0       | 1          | - | 1993                                                             |
| Portela           | 0       | 1          | - | 1991                                                             |